# Iulia Gușatu
Iulia-Alina Gușatu (n.11 aprilie 1982, Galați) este o interpretă de muzică folk. În anii 2005-2008 s-a remarcat prin participarea la mai multe concursuri de muzică folk ([nefuncțională – arhivă]
, [nefuncțională]
,  Arhivat în 3 iulie 2007, la Wayback Machine., [nefuncțională]
, [nefuncțională]
). În august 2008 a participat la festivalul Folk You din Vama Veche ( Arhivat în 5 martie 2016, la Wayback Machine.), iar la 21 octombrie 2008 a susținut un concert în clubul 100 Crossroads din București, împreună cu Maria Magdalena Dănăilă (,  Arhivat în 23 octombrie 2008, la Wayback Machine.).